# Mike Ezuruonye
Mike Ezuruonye es un actor nigeriano.

## Biografía
Ezuruonye nació el 21 de septiembre de 1981 y es nativo de Uzoakoliakoli en el Estado de Abia, Lagos. Asistió a la Escuela del Gobierno Federal, Wukari, Taraala y a la escuela Archbishop Aggey Memorial antes de estudiar Contabilidad en la Universidad Nnamdi Azikiwe. Trabajó como banquero antes de convertirse en actor.

## Carrera
Ha participado do distintasias películas de Nollywood. Fue nominado como a Mejor Actor Protagónico por su actuación en la película "The Assassin" en los Premios de la Academia del Cine Africano 2009. y tuvo una nominación a Mejor Actor en los Africa Magic Viewers Choice Awards.

## Filmografía seleccionada
- Endless Passion (2005)
- Broken Marriage
- Beyond Reason
- Critical Decision
- Unforeseen (2005)
- Occultic Kingdom
- Desire (2008)
- Ropes of Fate (2010)
- Keep Me Alive (2008)
- Unforgivable (2014)[8]
- Calabash Part 1 & Part 2 (2014)
- The Duplex (2015)[9]

## Vida personal
Está casado con Nkechi Nnorom y tiene un hijo llamado Reynold Nkembuchim Ezuruonye.